# Черське-Румункі
Черське-Румункі (пол. Czerskie Rumunki, нім. Schwarzen-Räumung) — село в Польщі, у гміні Вельґе Ліпновського повіту Куявсько-Поморського воєводства.
Населення — 274 особи (2011).
У 1975-1998 роках село належало до Влоцлавського воєводства.

## Демографія
Демографічна структура станом на 31 березня 2011 року:
|          | Загалом | Допрацездатний вік | Працездатний вік | Постпрацездатний вік |
| -------- | ------- | ------------------ | ---------------- | -------------------- |
| Чоловіки | 134     | 34                 | 88               | 12                   |
| Жінки    | 140     | 33                 | 78               | 29                   |
| Разом    | 274     | 67                 | 166              | 41                   |